# Яс-Надькун-Сольнок (медье)

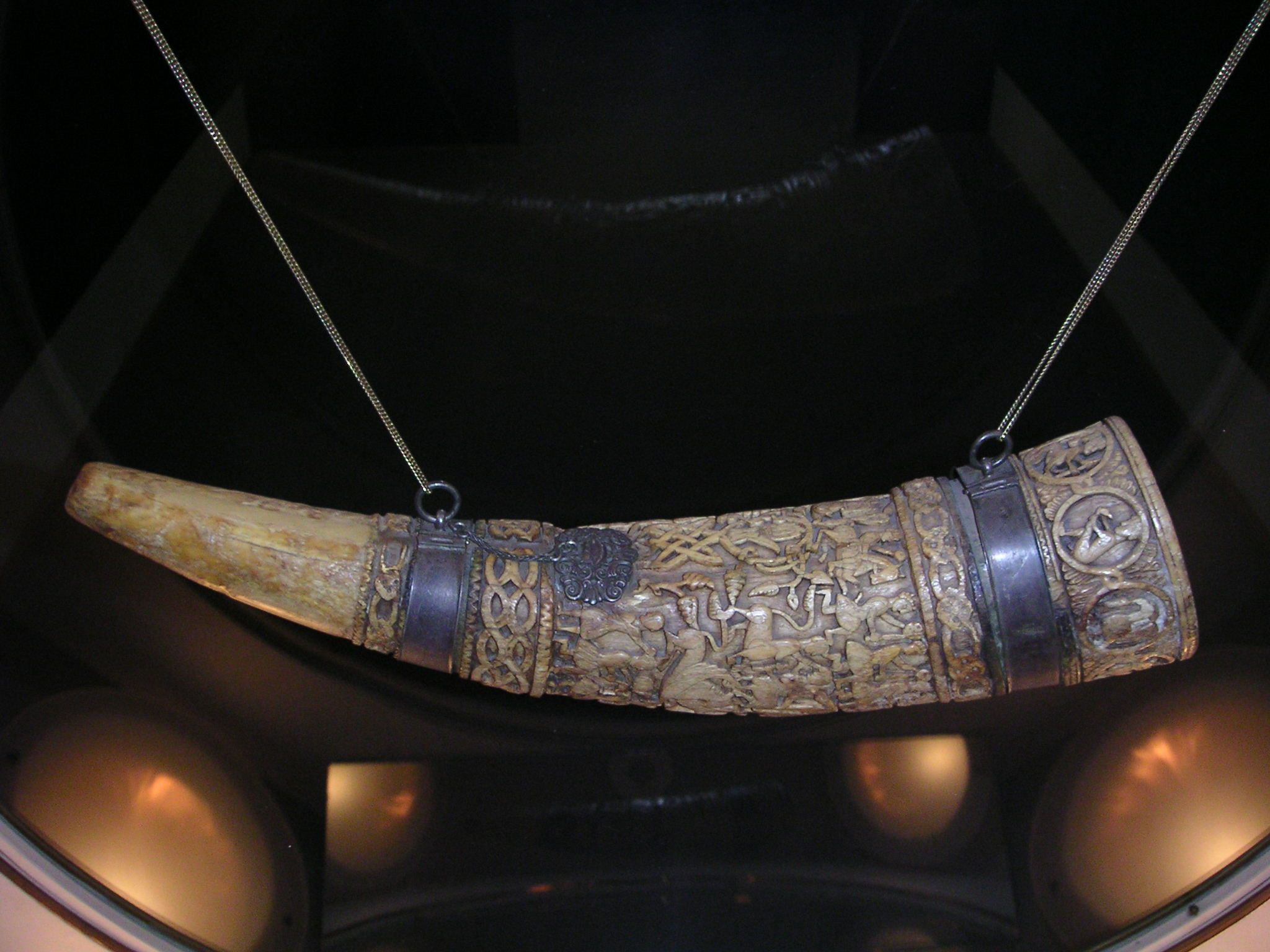
Горн (ясский рог, рог Легеля) предполагаемого правителя Нитранского княжества (до 955 года) венгерского полководца Леле (музей города Ясберень)

Яс-Надькун-Сольнок (венг. Jász-Nagykun-Szolnok), вармедье Венгрии, находится в Северном Альфёльде. Граничит с медье Пешт, Хевеш, Боршод-Абауй-Земплен, Бач-Кишкун, Чонград-Чанад и Бекеш. Главные реки — Тиса и Кёрёш. Административный центр — Сольнок.

## Административно-территориальное деление

### История
Нынешний медье Яс-Надькун-Сольнок было создано в ходе административной реформы 1950 года, с небольшими изменениями в одноименном медье, существовавшем с 1876 года. Ранее его территория была административно раздроблена между регионом Кюльсё-Сольнок («Внешний Сольнок»), медье Колбас (исчезло в XVI веке ), частью Хевеша , медье Пешт и племенными анклавами яс (яс) и половцев (кунов). Современное название отражает эту историю: Надькун означает Великая Кумания. Однако образованный в 1950 году округ назывался только Сольнок и вернул себе полное название лишь в 1990 году.

### Деление на яраши
С 15 июля 2013 года в Венгрии вступило в силу разделение медье на яраши вместо устаревших районов (киштершегов).
| № | Яраш                                                     | Административный центр | Общин | Общин   | Население | Площадь | Плотность | Карта |
| № | Яраш                                                     | Административный центр | Всего | Городов | Население | Площадь | Плотность | Карта |
| - | -------------------------------------------------------- | ---------------------- | ----- | ------- | --------- | ------- | --------- | ----- |
| 1 | Ясапатиский яраш (венг. Jászapáti járás)                 | Ясапати                | 9     | 2       | 32 732    | 544,45  | 60        |       |
| 2 | Ясбереньский яраш (венг. Jászberényi járás)              | Ясберень               | 9     | 3       | 50 852    | 617,01  | 82        |       |
| 3 | Карцагский яраш (венг. Karcagi járás)                    | Карцаг                 | 5     | 3       | 42 299    | 857,26  | 49        |       |
| 4 | Кунхедьешский яраш (венг. Kunhegyesi járás)              | Кунхедьеш              | 7     | 2       | 19 352    | 464,58  | 42        |       |
| 5 | Кунсентмартонский яраш (венг. Kunszentmártoni járás)     | Кунсентмартон          | 11    | 2       | 35 176    | 576,49  | 61        |       |
| 6 | Мезётурский яраш (венг. Mezőtúri járás)                  | Мезётур                | 5     | 2       | 27 768    | 725,74  | 38        |       |
| 7 | Сольнокский яраш (венг. Szolnoki járás)                  | Сольнок                | 18    | 4       | 119 380   | 914,48  | 131       |       |
| 8 | Тисафюредский яраш (венг. Tiszafüredi járás)             | Тисафюред              | 7     | 1       | 18 988    | 417,05  | 46        |       |
| 9 | Тёрёксентмиклошский яраш (венг. Törökszentmiklósi járás) | Тёрёксентмиклош        | 7     | 1       | 36 581    | 464,54  | 79        |       |

### Деление на районы
Деление медье на районы (киштершеги) устарело с 15 июля 2013 года. Данные этой таблицы представляют лишь исторический интерес.
В состав медье входили одиннадцать районов.
| Район                                                         | Адм. центр      | Площадь (км²) | Жителей | Муниципалитетов |
| ------------------------------------------------------------- | --------------- | ------------- | ------- | --------------- |
| Ясбереньский район (венг. Jászberényi kistérség)              | Ясберень        | 1 161,46      | 84 088  | 18              |
| Карцагский район (венг. Karcagi kistérség)                    | Карцаг          | 857,26        | 43 152  | 5               |
| Кунсентмартонский район (венг. Kunszentmártoni kistérség)     | Кунсентмартон   | 576,49        | 36 300  | 11              |
| Мезётурский район (венг. Mezőtúri kistérség)                  | Мезётур         | 725,74        | 27 798  | 5               |
| Сольнокский район (венг. Szolnoki kistérség)                  | Сольнок         | 914,48        | 118 245 | 18              |
| Тисафюредский район (венг. Tiszafüredi kistérség)             | Тисафюред       | 846,59        | 38 234  | 13              |
| Тёрёксентмиклошский район (венг. Törökszentmiklósi kistérség) | Тёрёксентмиклош | 499,58        | 38 837  | 8               |

## Население
На 1 января 2011 года население медье составляло 386 752 человека, средняя плотность населения была 71,5 человека на километр квадратный.

## Транспорт
Главной дорогой округа является государственная дорога №. 4 Будапешт – Сольнок – Дебрецен / Румыния ( Европейский маршрут E60 ). Через медье Яс-Надькун-Сольнок не проходит ни одна автомагистраль, автомагистраль М3 проходит мимо него на севере. Округ имеет более выгодное расположение относительно железных дорог — Сольнок является одним из важнейших венгерских железнодорожных узлов, где пересекаются две линии из Будапешта (и сообщение с Хатваном ), продолжающиеся как основные линии на восток страны и далее в Украину и Румынию .

## Крупные города
- Сольнок (административный центр и крупнейший город)
- Туркеве
- Кишуйсаллаш
- Тисафёльдвар
- Кунсентмартон
- Ясапати
- Ясберень
- Карцаг